# Murphy Cassone
Murphy Cassone (* 16. August 2002 in Overland Park, Kansas) ist ein US-amerikanischer Tennisspieler.

## Karriere
Jacob Cassone spielte von 2018 bis 2020 auf der ITF Junior Tour, wo er bei unterklassigen Turnieren je einen Einzel- und Doppeltitel gewann. Seine beste Platzierung in der Junioren-Rangliste war Rang 187.
2021 begann Cassone ein Management-Studium an der Arizona State University, wo er auch im College Tennis aktiv war. 2023 wurde er als erster Spieler seiner Universität seit 1995 zum All-American im Einzel ernannt und erhielt 2024 diese Auszeichnung sowohl im Einzel als auch im Doppel.
Während seines Studiums trat Cassone gelegentlich bei Profiturnieren an. 2022 erreichte er erstmals Aufmerksamkeit auf der ATP Challenger Tour in Little Rock, als er sich erfolgreich durch die Qualifikation spielte und anschließend die Top-200-Spieler Michael Mmoh sowie Kaichi Uchida aus den Top 300 besiegte. Zu diesem Zeitpunkt war Cassone noch nicht in der Weltrangliste geführt. Im selben Jahr gewann er seinen ersten Titel auf der ITF Future Tour und stieg dadurch bis auf Platz 527 der Weltrangliste. 2024 erreichte Cassone nach zwischenzeitlichem Rückfall in der Rangliste erneut ein Future-Finale. Sein bislang größter Erfolg war der Turniersieg beim Challenger in Calgary im selben Jahr. Nach zwei klaren Siegen in der Qualifikation besiegte er fünf höher eingestufte Gegner, darunter Govind Nanda im Finale in drei Sätzen. In der ersten Runde gegen Ryan Seggerman musste er noch fünf Matchbälle abwehren. In der folgenden Woche triumphierte er in Sioux Falls über die Nummer 119 der Welt, Christopher Eubanks, was seinen bedeutendsten Sieg, gemessen am Ranking, darstellte. Anfang November 2024 erreichte Cassone mit Rang 325 seine bislang höchste Platzierung in der Weltrangliste.

## Erfolge
| Legende (Anzahl der Siege) |
| Grand Slam                 |
| ATP Finals                 |
| ATP Tour Masters 1000      |
| ATP Tour 500               |
| ATP Tour 250               |
| ATP Challenger Tour (1)    |

### Einzel

#### Turniersiege
| Nr. | Datum            | Turnier | Belag         | Finalgegner  | Ergebnis      |
| --- | ---------------- | ------- | ------------- | ------------ | ------------- |
| 1.  | 20. Oktober 2024 | Calgary | Hartplatz (i) | Govind Nanda | 4:6, 6:3, 6:4 |